# Gaetano Callido
Gaetano Callido (né le 14 janvier 1727 à Este en Italie - mort le 8 décembre 1813 à Venise, Italie) est un facteur d'orgue. Il a produit 430 orgues en 44 ans, avec une diffusion géographique considérable : République de Venise, Émilie-Romagne, Empire austro-hongrois (Trentin), Malte, Smyrne, Istanbul et Alexandrie.

## Biographie
Gaetano Callido est entré en apprentissage auprès de Pietro Nacchini (Petar Nakić, facteur d'orgues d'origine croate) en 1742, sur le chantier de l'orgue de Ste Tecla à Este. Il se rendit indépendant en 1762, mais conserva de bonnes relations avec son maître. Il construisit ou reconstruisit 25 orgues à Trévise et 48 à Venise. Ces instruments subsistent en assez grand nombre.
Deux fils de Gaetano, Agostino (1759-1826) et Antonio (1762-1841), poursuivirent l'entreprise paternelle à partir de 1806, qui fut ensuite reprise par quatre générations de Bazzani, originaires du Frioul.

## Esthétique
Son style est considéré comme le plus représentatif de l'école vénitienne du XVIIIe siècle. Il est fondé sur le ripieno italien (série complète de principaux, en rangs séparés), mais les tailles (diamètre des tuyaux pour une hauteur donnée) en sont relativement grosses sur toute l'étendue du clavier. Le principale sert de fondamentale aussi bien au ripieno qu'aux jeux de flûte en 4' ("Flauto in ottava"), 2 2/3' (Flauto in XIIa), 2' (Flauto in XVa) et la tierce 1 3/5' qu'il baptise "cornetta", peu usitée avant lui. Le ripieno ne comporte pas de doublures, mais Callido multiplie les rangs aigus jusqu'aux 1/3' et 1/4' (avec plafond au 1/8').
Les buffets sont généralement constitués d'une caisse rectangulaire unique, ouverte sur sa face avant. La disposition des tuyaux de montre en une seule plate-face, en mitre avec deux ailes, est généralement adoptée par Callido comme par bien d'autres facteurs de la région. Des anches à corps court (tromboncino à pavillons en étain, violoncello avec résonateurs en bois) sont placées verticalement devant les tuyaux de montre, afin d'en faciliter l'accord. Voir l'exemple ci-dessous (Venise, S. Stae), où les jeux d'anches sont bien visibles.
Contrairement à la tradition établie en Italie, et à l'inverse de son concurrent Giuseppe Serassi par exemple, Gaetano Callido utilisait exclusivement des sommiers à registres.
D'autres particularités qui distinguent la facture de Callido, par rapport aux traditions italiennes, sont :
- l'emploi de flûtes à fuseau, coniques, voire bouchées, alors que la tradition italienne consistait plutôt en des flûtes cylindriques ouvertes ;
- le jeu de voce umana (dessus de principal ondulant) désaccordé vers le grave au lieu de l'aigu ;
- les bouches des tuyaux placées au-dessus des faux sommiers.

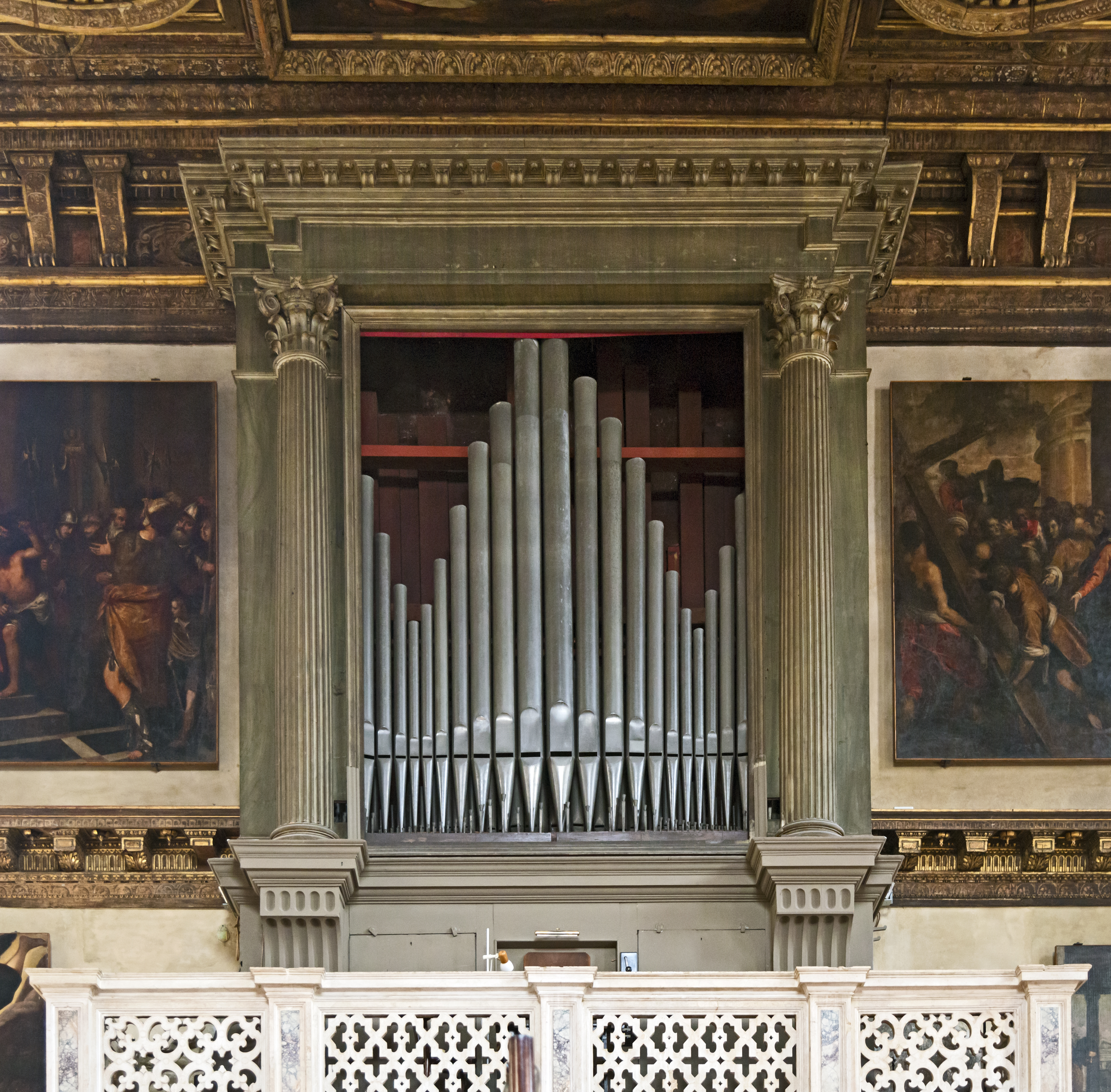
Op.12 (1764), San Zulian Venise
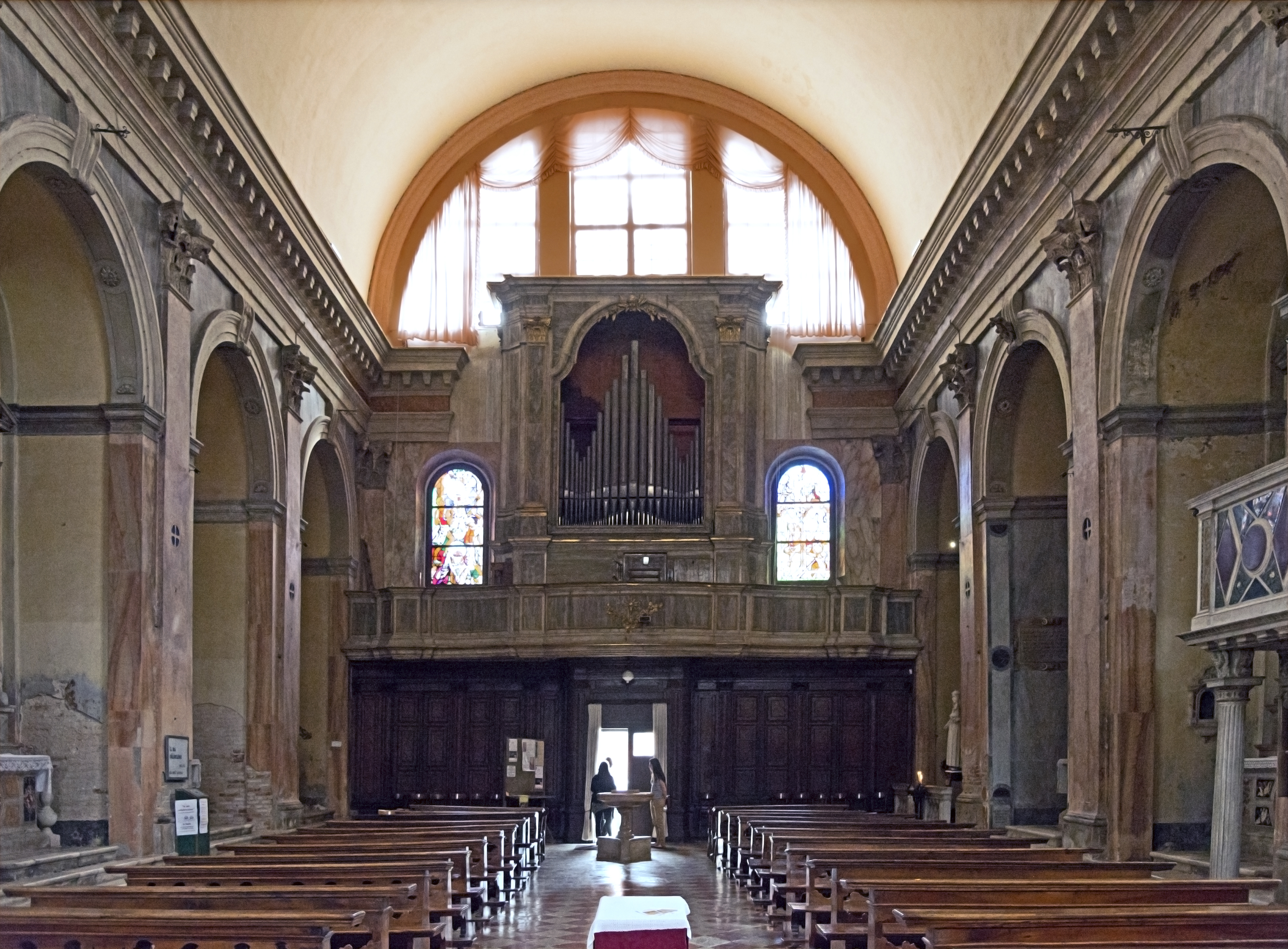
Op-16-17 (1765), San Trovaso Venise
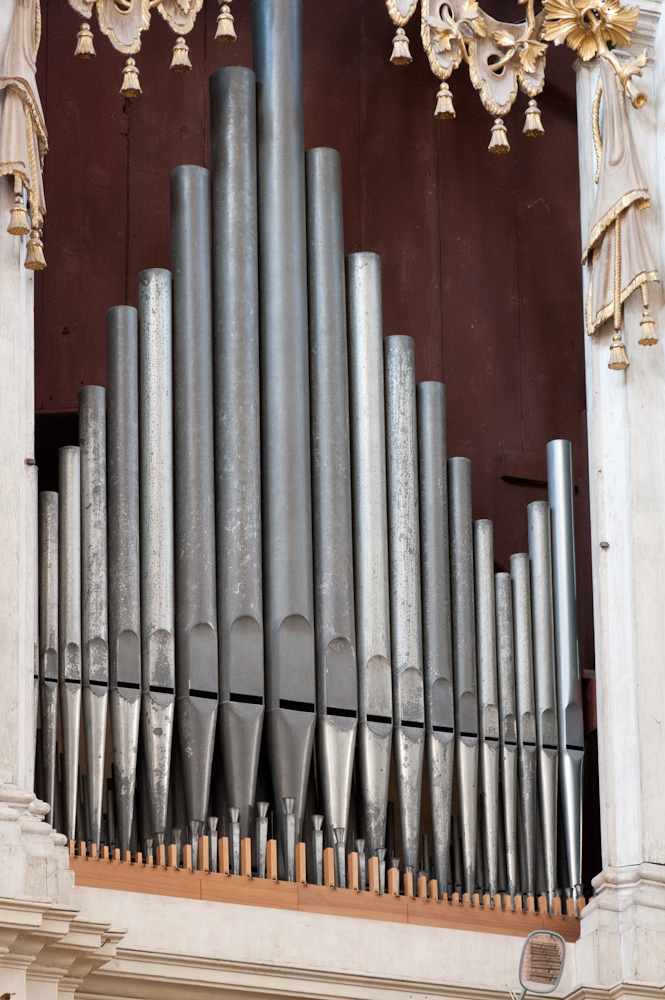
Op. 75 (1772) de S. Stae, Venise
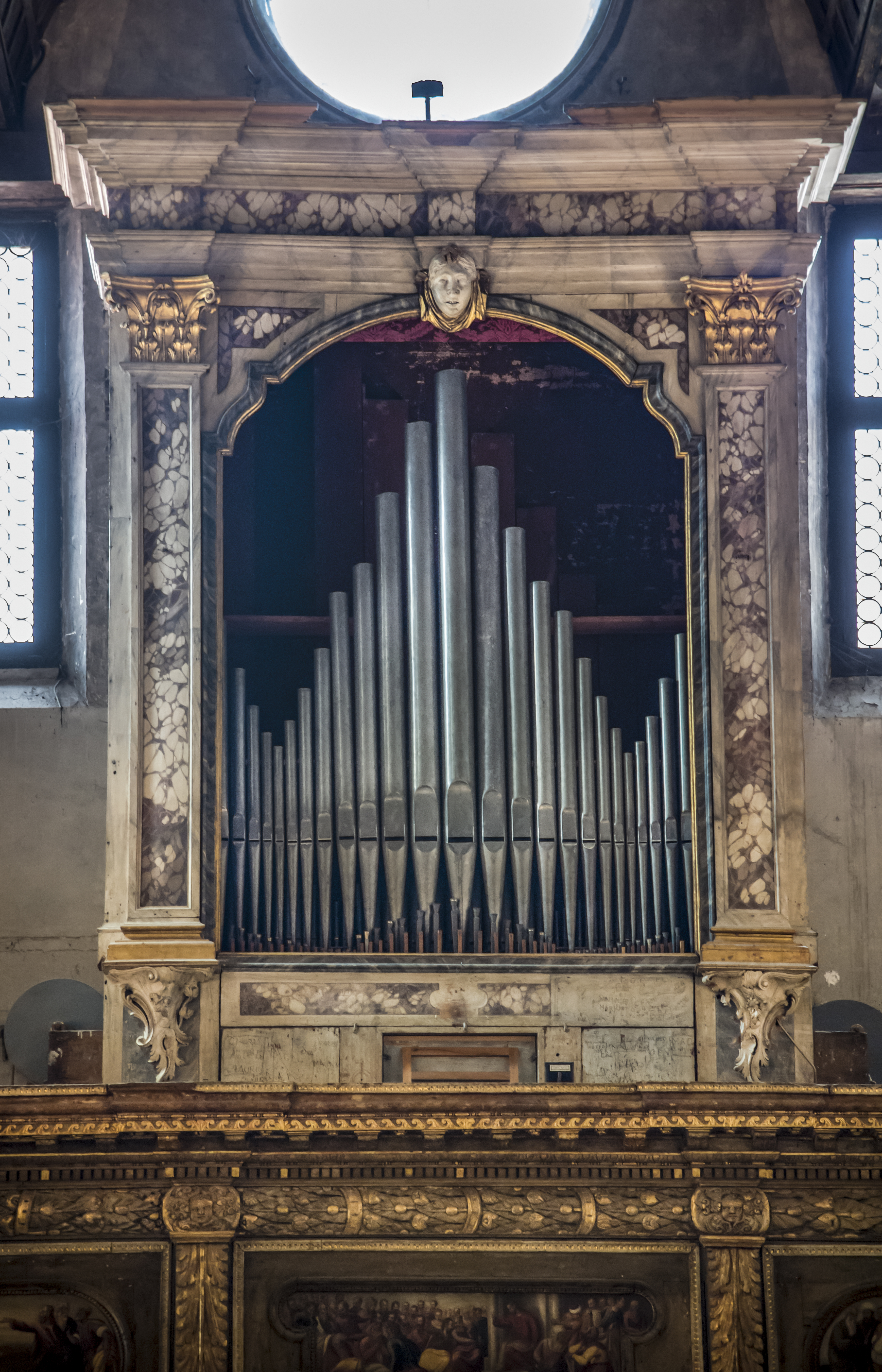
San Giacomo dall'Orio Venise 1776
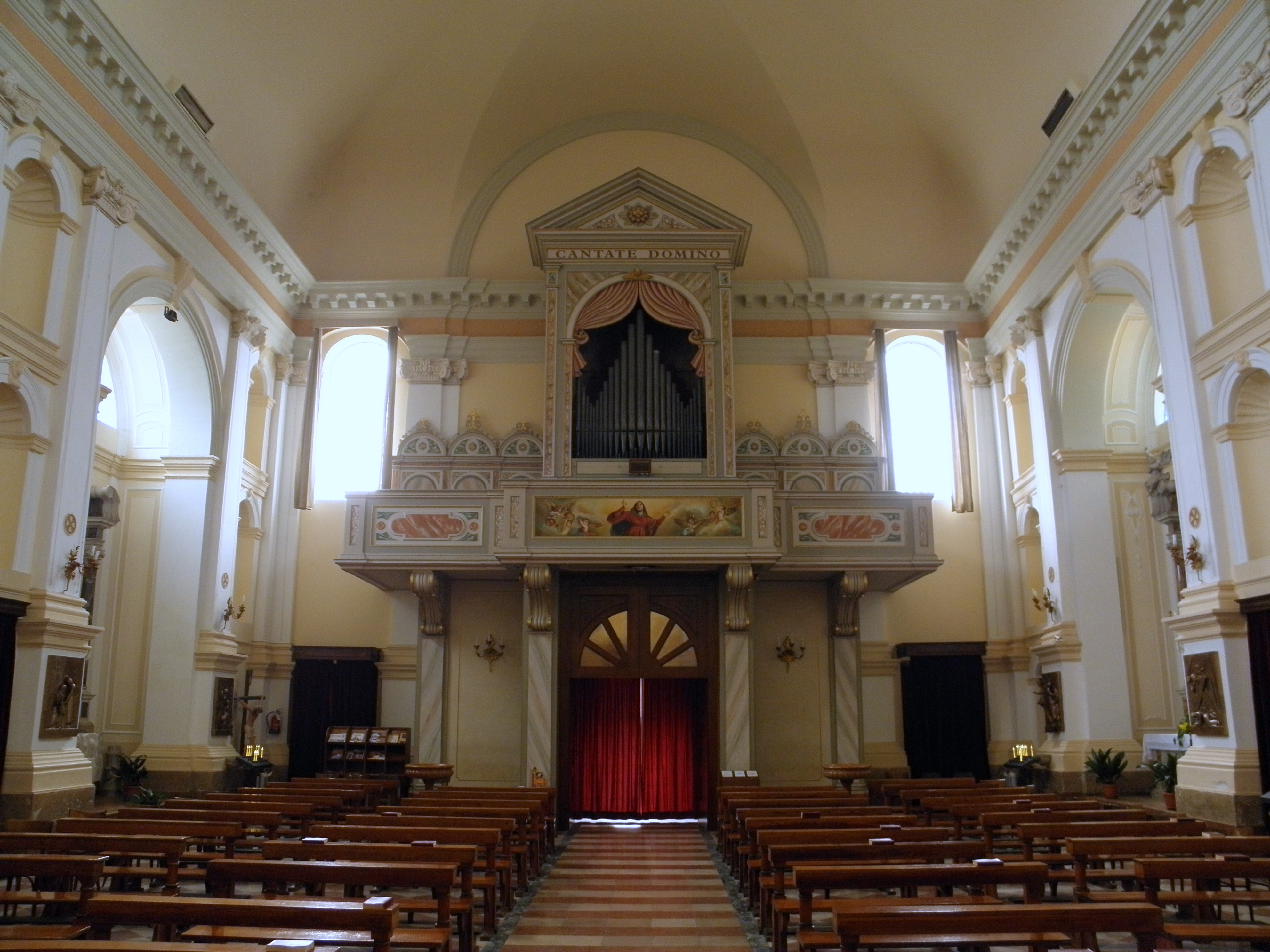
Orgue Callido  (1787) Loreo
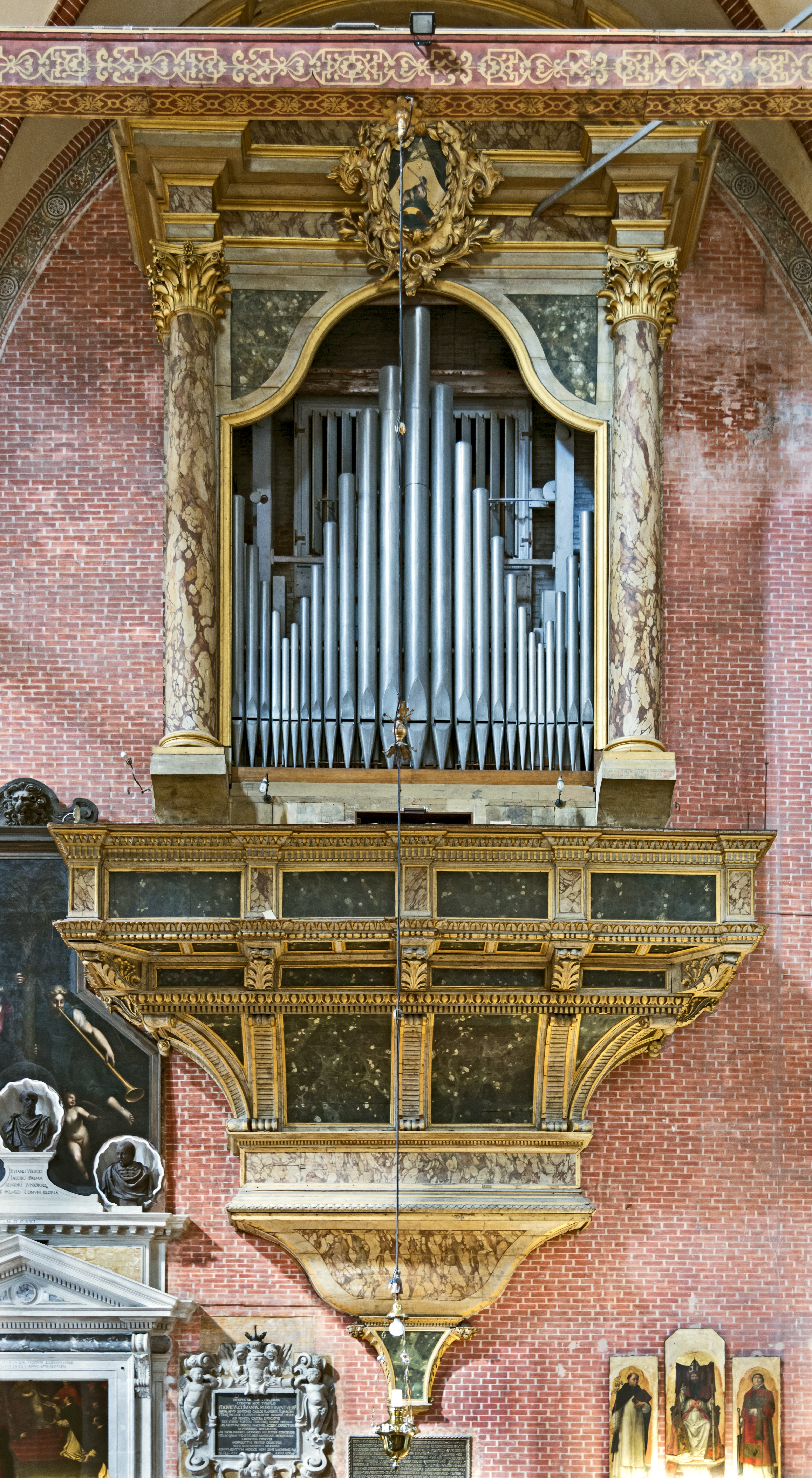
Op. 267 (1790) San Zanipolo, Venise
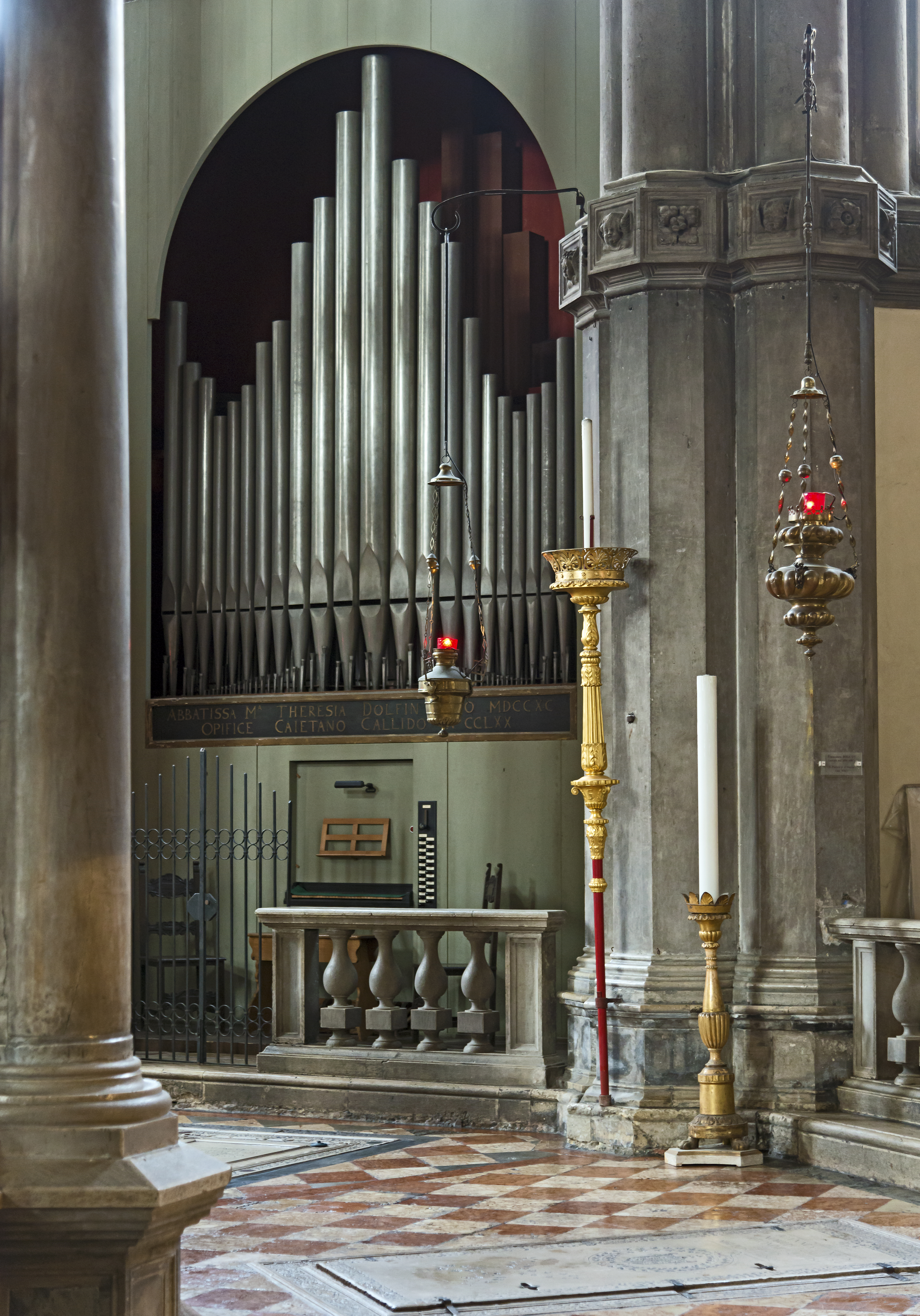
Op.290 (1790) San Zaccaria Venise
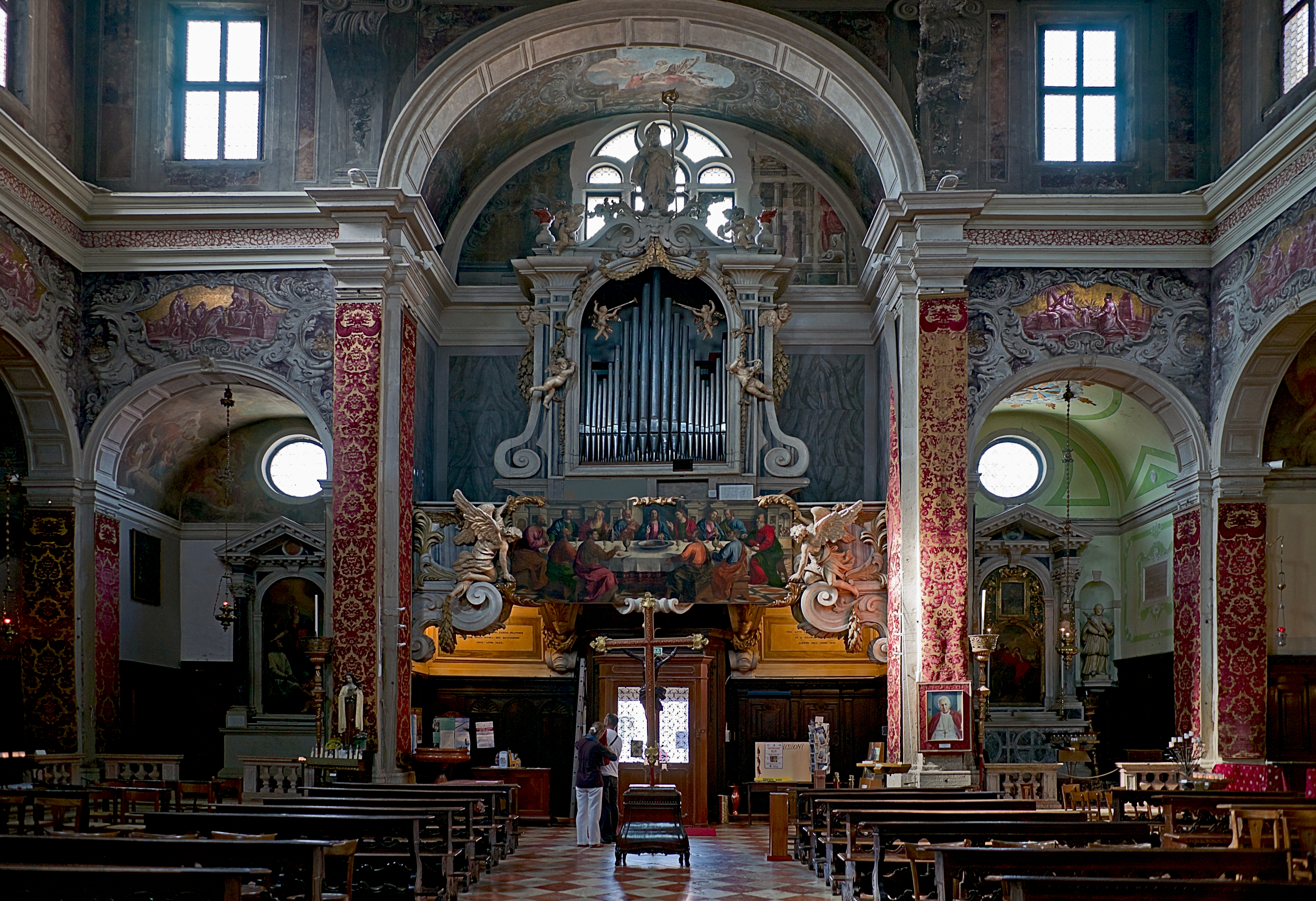
Op.365 (1799) San Martino Venise
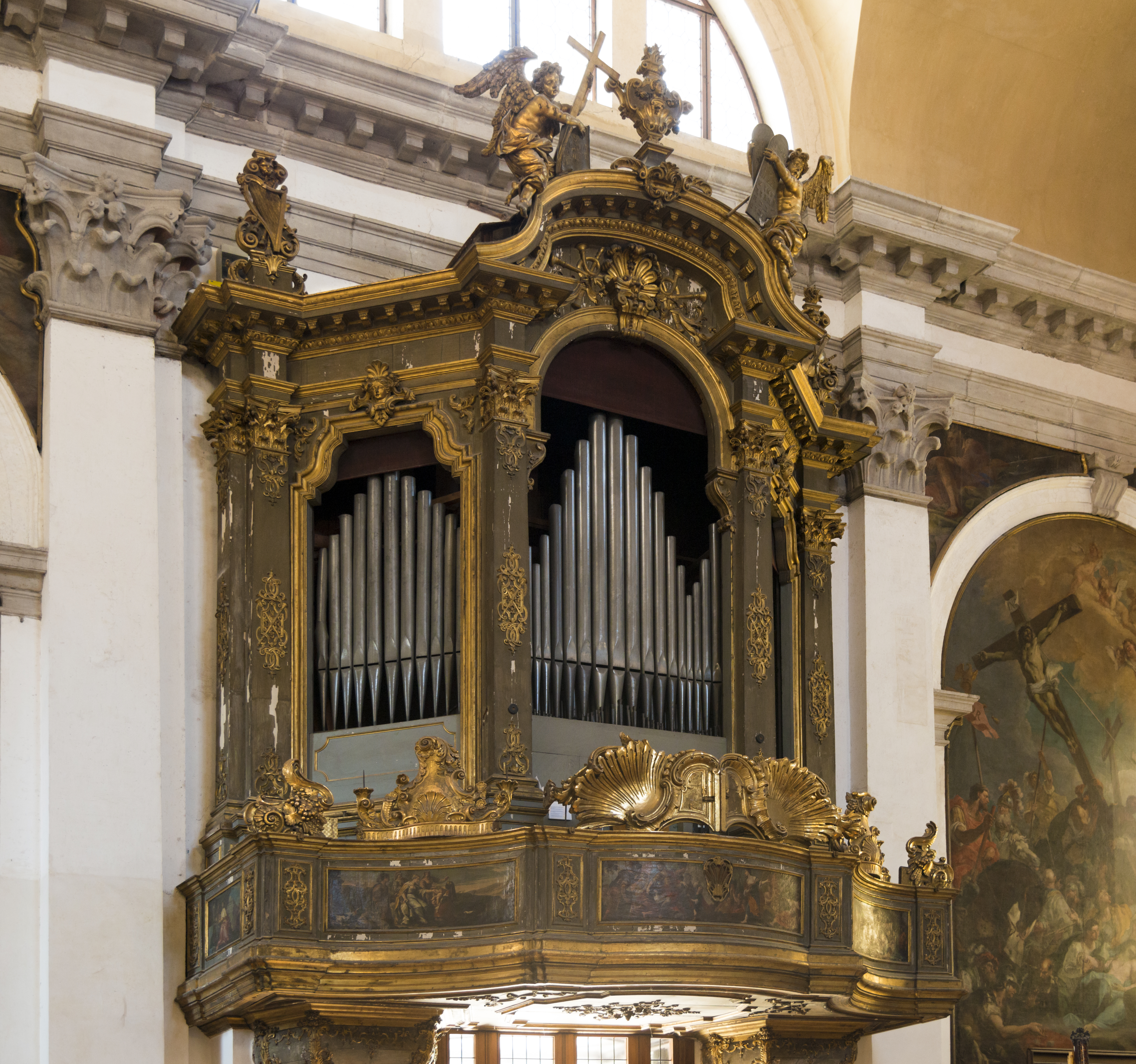
Op.377  San Moisè Venise
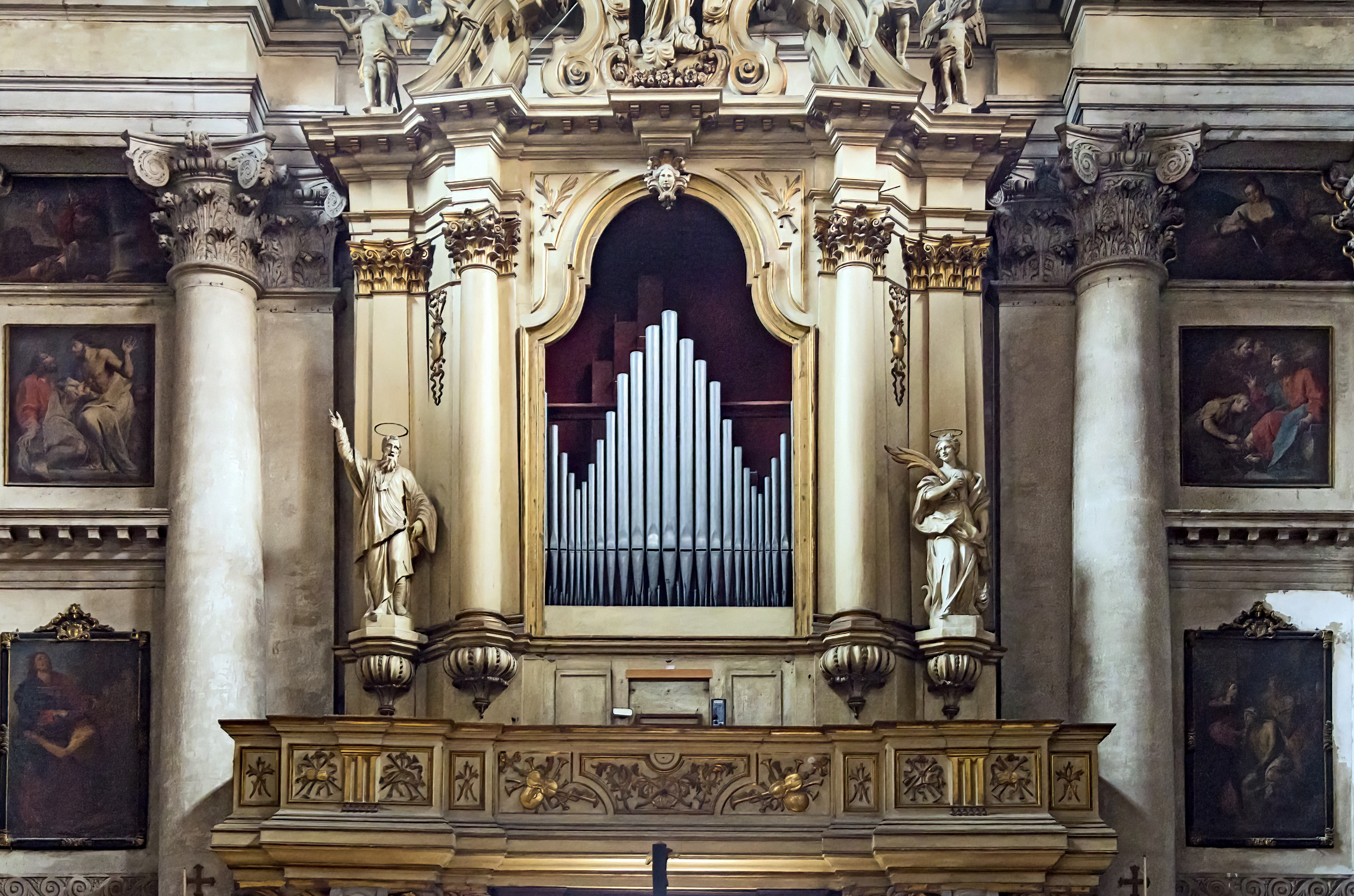
Op.400 San Pantaleone Venise
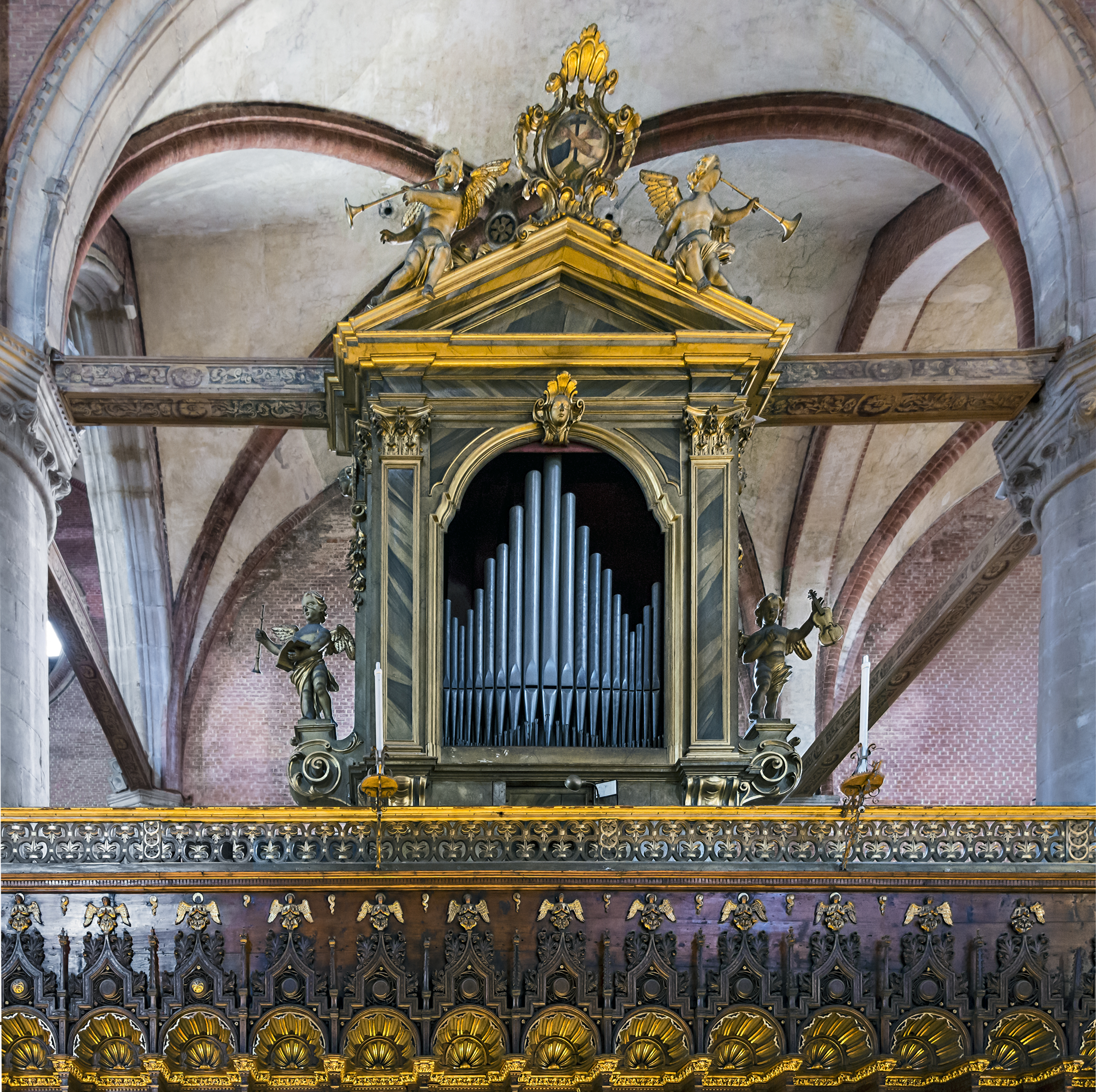
Basilique dei Frari Venise